# Rio Cărbunele (Cerna)
O Rio Cărbunele (Cerna) é um rio da Romênia, afluente do Cerna, localizado no distrito de Gorj.